# The I in Team
The I in Team es el decimotercer episodio de la cuarta temporada de Buffy the Vampire Slayer.

## Argumento
Xander (Nicholas Brendon) está trabajando como vendedor de barritas energéticas. Xander cuenta que tiene dudas sobre la Iniciativa y Anya (Emma Caufield) las comparte. Buffy (Sarah Michelle Gellar) está pasando unas pruebas para poder entrar en la Iniciativa, dejando impresionada a la Dra. Walsh (Lindsay Crouse) con su fuerza y habilidad. Giles (Anthony Head) va a ver a Spike (James Marsters) para pagarle y decirle que ahora puede unirse a ellos, pero él rechaza la oferta.
Buffy ingresa en la Iniciativa, pero la Dra. Walsh la considera riesgosa. El proyecto 314 resulta ser Adam (George Hertzberg), un monstruo creado por la doctora con partes de humano, demonio y máquina.
Tara (Amber Benson) y Willow se vuelven a ver. Willow rechaza la oferta de Tara de reunirse esa noche porque tiene una cita con la pandilla, pero cuando Buffy llega al Bronze viene acompañada de los chicos de la Iniciativa. Willow se siente bastante molesta y a Anya le pone nerviosa su presencia. Los buscas de la Iniciativa suenan y Buffy abandona el Bronze para ir a la misión. Willow va al final a ver a Tara.
Buffy hace demasiadas preguntas para gusto de la Dra. Walsh. Durante la misión, un grupo de comandos localiza a Spike y consiguen ponerle un rastreador. Buffy y Riley consiguen eliminar el demonio que buscaban y luego se acuestan. La doctora Walsh los observa a través de varias cámaras.
Spike acude a la pandilla para que le ayuden. Giles decide hacerlo a cambio de que le devuelva el dinero. Mediante magia anulan el rastreador de la espalda de Spike justo a tiempo para evitar que los comandos de la Iniciativa le capturen. Riley resulta estar al mando de esos comandos.
Mientras tanto, la Dra. Walsh pone una trampa a Buffy para matarla. Cree haber tenido éxito y, cuando le comunica a Riley sobre la muerte de Buffy, ésta aparece en los monitores y le dice a la Dra. Walsh que va a saber lo que es una Cazadora.
En casa de Giles la pandilla trata de convencer a Spike de que Sunnydale no es seguro para él. Entonces llega Buffy y les informa de que no es seguro para ninguno de ellos. En la base de la Iniciativa Adam mata a la Dra. Walsh.

### Análisis
Buffy se une a la Iniciativa y aunque no se trate el tema directamente en profundidad podría ser una referencia a la inclusión de las mujeres en el ejército, puesto que es introducida en un comando.
Una vez más puede hacerse una comparación con Ángel-Parker-Riley. Mientras que en las relaciones con Ángel y Parker se despertaba entre sábanas rojas y totalmente sola; en esta ocasión aunque parece despertarse sola, haciendo una referencia a las otras relaciones en la que los chicos desaparecían por la mañana después de la relación sexual, al darse la vuelta observa que Riley está en la cama con ella mirándola fíjamente. Señal de que la relación puede ir por el buen camino. Sin embargo, cuando Riley se entera de que Maggie Walsh ha intentado matar a Buffy, este se va claramente enfadado mientras la profesora lo llama gritando su nombre, primero por el apellido como oficial, y después por su nombre de pila como amiga o mentora.
Otro tema tratado en el episodio sigue siendo la, hasta ahora, posible homosexualidad reprimida de Willow. En esta ocasión se puede notar como Tara sí que siente algo especial por ella, pues es capaz de ofrecerle como regalo una piedra mágica familiar de mucho valor sin dudarlo dos veces; aunque Willow la rechaza por eso mismo, porque es un algo que pertenece a su familia, quizás Tara se la ofrece precisamente como muestra de que siente algo muy profundo por ella. En la misma escena Tara la pregunta que si tiene algo que hacer, invitándola a ir a algún sitio, Willow le contesta que ya había «quedado con otras personas,» rechazando su invitación. En una de las escenas siguientes, estando en el Bronze para una noche de solo la Scooby Gang Buffy llega con Riley y amigos suyos después de una noche de caza; Willow al ver esto se enfada y le dice a Buffy que si la noche hubiera sido para más personas ella «podía haber invitado a alguien,» claramente pensando en Tara. Buffy le pide perdón, y le pregunta sobre la identidad de «ese alguien.» A lo que Willow responde con evasivas diciendo, nerviosa, que no se refería a nadie en concreto. Al final vuelve a ver a Tara, dejando claro que sí que se refería a ella.

## Reparto

### Personajes principales
- Sarah Michelle Gellar como Buffy Summers.
- Nicholas Brendon como Xander Harris.
- Alyson Hannigan como Willow Rosenberg.
- James Marsters como Spike.
- Marc Blucas as Riley Finn.
- Anthony Stewart Head como Rupert Giles.

### Apariciones especiales
- Amber Benson como Tara Maclay.
- George Hertzberg como Adam.
- Leonard Roberts como Forrest Gates.
- Bailey Chase como Graham Miller.
- Jack Stehlin como Dr. Angleman.
- Emma Caulfield como Anya.
- Lindsay Crouse como Maggie Walsh.

### Personajes secundarios
- Neil Daly como Mason.

## Producción
- Black Lab - «Keep Myself Awake»
- Delerium - «Window To Your Soul»
- Lavish - «Trashed»

## Continuidad
Aquí se presentan los hechos que o bien influyen en la cuarta temporada exclusivamente, o bien que viniendo de episodios anteriores influyen en este. Y por último, acontecimientos que ocurren en este episodio que influyen en las demás temporadas o en alguna otra temporada.

### Para la cuarta temporada
- Adam, desde el final del episodio es el villano de la cuarta temporada.
- En el episodio anterior era Giles quien se sentía apartado del grupo, mientras que en este episodio es Willow; este tema se tratará en el episodio Primigenio.

### Para todas o las demás temporadas
- Nueva referencia a las habilidades militares de Xander adquiridas en Halloween.
- Es en este episodio donde puede percibirse un giro romántico en las relaciones entre Willow Rosenberg y Tara Maclay, aunque no haya nada explícitamente físico la naturaleza de sus interacciones deja ver el comienzo de algo muy profundo.